# Андрій Білецький (діяч «Просвіти»)
Андрій Білецький (Білицький) (бл. 1883, с. Діївка Катеринославського повіту, нині в складі Дніпра, Україна — 20 грудня 1920, с. Сухачівка, похований у Діївці) — селянин з Діївки, разом з братом Павлом виступив засновником Діївської «Просвіти», відкритої 3 березня 1913.

## Життєпис
Три фото зі свята відкриття Діївської «Просвіти», зокрема, фото з сімома членами ради Діївської «Просвіти» вміщено в газеті «Дніпрові хвилі» у тому ж 1913. Білецький дописував в українські видання. Зокрема, з тривогою писав у «Дніпрових хвилях» (1913. — №8. — 14 квітня) про недостатню кількість місць у місцевій школі (дві тогочасні школи в Діївці були зовсім недостатні для навчання трьох тисяч дітей). Дмитро Дорошенко твердив, що Білецький був розстріляний більшовиками, проте це неточно: він став жертвою махновців.
Білецький працював токарем на Брянському заводі (нині Дніпровський металургійний завод), цінувався як спеціаліст. Рано прилучився до революційної діяльності, про що свідчить рапорт повітового справника катеринославському губернаторові (1905) про діяльність бойового страйкового комітету в селах Нові Кодаки, Діївка та Надеждівка. Білецький був на кілька років молодший свого брата Павла. Коли почалася Перша світова війна, його, за спогадами онука Леоніда (нар. 1928), дізнавшись, що він гарний токар, забрали на Путиловський завод у СПб. Там він працював на фронт.
Білецький — один із засновників позичково-ощадного («ссудо-сберегательного») товариства в Діївці. Збереглося колективне фото, де Серед інших і Білецький. У Дописі в газеті «Народная жизнь» (18 серпня 1917) писав про сход селян в Діївці 13 серпня того року. На сході порушувалося питання про українізацію школи, а також про заснування електричного млина. З останнього питання з доповіддю виступав Білецький. Він подав і Статут товариства, до якого пристав 41 чоловік.
У 1918 Білецький очолив комітет бідноти в Діївці. 

## Загибель і вшанування пам'яті

Андрій Білецький з дружиною Наталкою.

Загинув він за таких обставин, розповідає онук Леонід. 20 грудня 1920 в Сухачівці (село біля Діївки) неподалік сільради відбувався мітинг з нагоди відновлення радянської влади. Виступав і Білецький, який вважався чудовим оратором.
Зі слів очевидців, після мітингу, коли люди порозходилися, в село заскочила четвірка коней, а на них махновці. Прямо в сільраді вони постріляли місцевих активістів. Білецький був ще живий, його прив’язали до саней, притягли тіло до Дніпра і заштовхали в ополонку. Це побачили очевидці, повідомили в міліцію, але вже було пізно. Білецькому був влаштований радвладою урочистий похорон. Три дні з ним прощалися в приміщенні колишньої школи № 96 в Діївці, труну з тілом везли на лафеті. Іменем Білецького названо вулицю в Новокодацькому районі (селище Ясне). Матеріали про Білецького зберігаються в заводському музеї Дніпровського металургійного заводу.

## Родина
Дружина Білецького Наталя (до шлюбу Михлик, 1880—1969) була домогосподаркою. Вагітною їздила перед революцією в СПб до чоловіка і прямо на залізничній станції народила дівчинку Наталку. Після загибелі чоловіка обиралася в Діївці на чолі товариського суду, що може свідчити на користь її розважливості. Живий її племінник Ілля Михлик (нар. 1913), колишній артист Дніпропетровського українського музично-драматичного театру ім. Т. Г. Шевченка, ветеран сцени.
Білецький мав трьох синів і трьох дочок. Одна з доньок вибігла босоніж під час похорону батька, застудилася й невдовзі померла.

## Праці
- Б-цький (Білецький) А. Кореспонденції. Діївка // Народная жизнь. — Катеринослав. 1917.— 18 серпня. — № 130.